# Руданцы
Ру́данцы (укр. Ру́данці) — село в Новоярычевской поселковой общине Львовского района Львовской области Украины.
Население по переписи 2001 года составляло 614 человек. Занимает площадь 1,2 км². Почтовый индекс — 80464. Телефонный код — 3254.